# Cunife
El cunife és un aliatge de coure (Cu), níquel (Ni), i ferro (Fe), i en alguns casos una mica de cobalt (Co). L'aliatge té el mateix coeficient de dilatació lineal que certs tipus de vidre i, per tant, és un material ideal per a segellat d'unions vidre-metall, com els connectors metàl·lics externs de bombetes i vàlvules termoiòniques. Té propietats magnètiques i pot ser utilitzat per a la fabricació d'imants.
Hi ha dos tipus de cunife:
- Cunife I, anomenat també Magnetoflex, té una composició de 60% Cu, 20% Ni i 20% de Fe.
- Cunife II té una composició de 60% Cu, 20% Ni, 17,5% Fe i 2,5% Co.